# Adiaerotoma eupelicoides
Adiaerotoma eupelicoides är en insektsart som beskrevs av Maximilian Spinola 1850. Adiaerotoma eupelicoides ingår i släktet Adiaerotoma och familjen dvärgstritar. Inga underarter finns listade i Catalogue of Life.